# Elb-amerikanische Compagnie

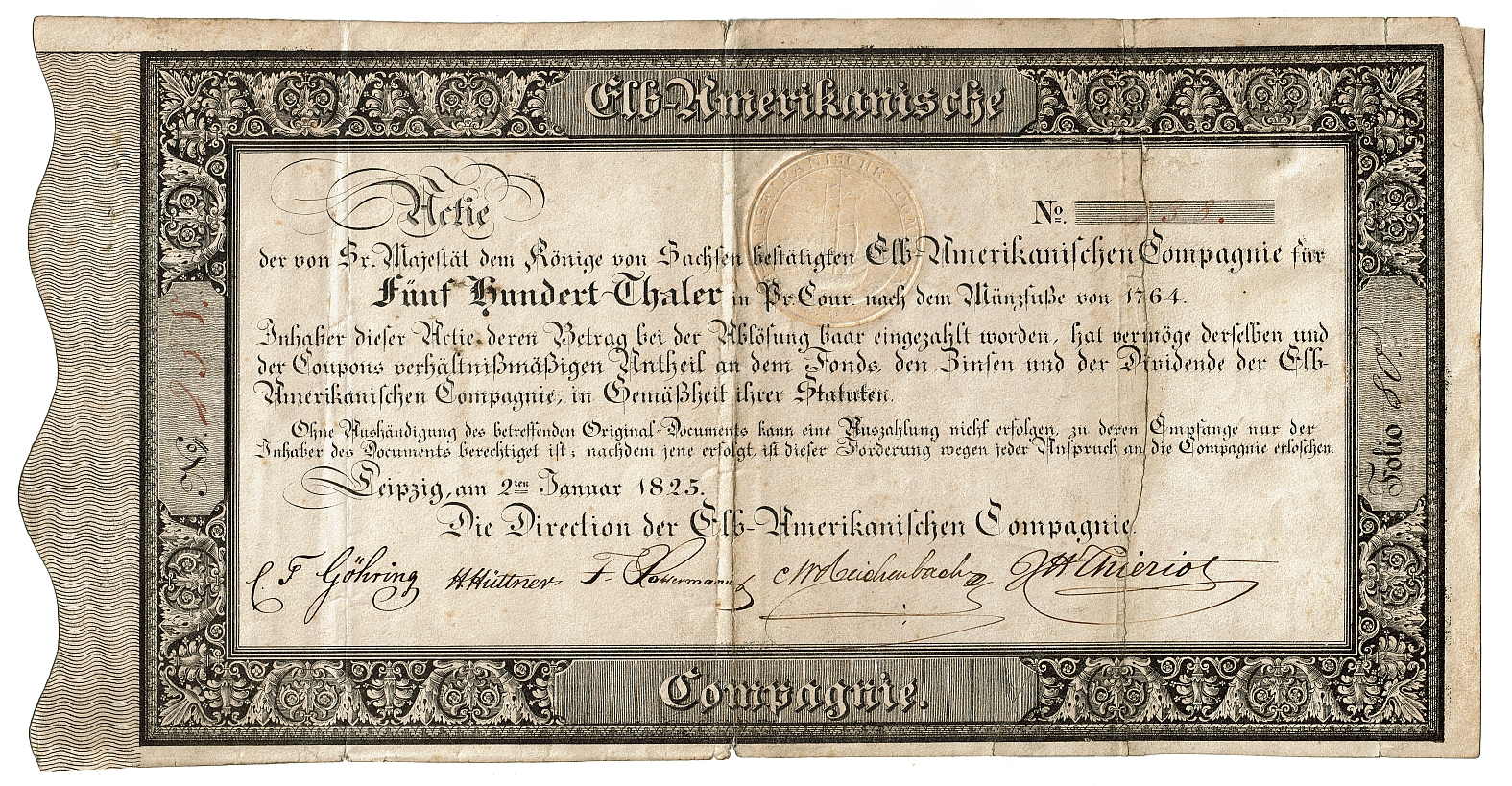
Aktie der Elb-amerikanischen Compagnie, 1825

Die Elb-amerikanische Compagnie (EAC) war eine sächsische Handelskompagnie für den Überseehandel, die 1824 in Dresden gegründet wurde. Zu den Aktionären der Compagnie gehörten u. a. der sächsische König Friedrich August I., der Dresdner Zuckerfabrikant Heinrich Wilhelm Calberla und das Messingwerk Niederauerbach. 

## Geschichte

### Vorgeschichte
Der sächsische Exporthandel erlitt durch die Kontinentalsperre großen Schaden. Beispielhaft kann das an den Oberlausitzer Leinwandexporten dargestellt werden, deren Wert zwischen 1780 und 1925 jährlich bei etwa 2 Millionen Talern lag, ab 1808 aber unter die Hälfte dieses Wertes fiel und bei 613.000 Talern (1813) seinen Tiefpunkt erreichte. Handelskontakte, insbesondere jene nach Spanien und dessen durch Revolutionen und Unabhängigkeitsbestrebungen erschütterte lateinamerikanische Kolonien, rissen ab. Die nach Ende der Kontinentalsperre (1813) wieder aufkommende englische Konkurrenz verstärkte den Rückgang an Exporten weiter und sorgte für Betriebsschließungen. Durch die spanische Revolution 1820 schöpften viele sächsische Unternehmer Hoffnung, weil sich ein liberalerer Hegemon mit rebellierenden Kolonien eher verständigen würde. Da die spanische Politik allerdings auf Protektionismus setzte und den Sezessionsbestrebungen in Amerika ohnmächtig gegenüberstand entschieden sich die deutschen Händler für einen Direkthandel mit den Kolonien.
Das verschaffte der Gründung der Rheinisch-Westindischen Kompagnie (RWC) am 8. März 1821 Vorschub. Eine besondere Bedeutung für die RWC hatte das Handelszentrum in Leipzig. Auf der dortigen Ostermesse im selben Jahr traten erste sächsische Unternehmern der RWC bei. Der sächsische Anteil am Export der RWC kann daran verdeutlicht werden, dass bspw. 21,2 % der nach Río de la Plata verschifften Waren aus Sachsen kamen.
| Waren                      | Sachsen | Sachsen | Sachsen | RWC       | RWC       | RWC       |
| Waren                      | 1826    | 1828    | 1829    | 1826      | 1828      | 1829      |
| -------------------------- | ------- | ------- | ------- | --------- | --------- | --------- |
| Leinenwaren                | 292.500 | 323.250 | 381.193 | 2.072.100 | 2.358.570 | 2.819.590 |
| Wollenwaren                | 172.700 | 213.130 | 585.925 | 1.121.800 | 1.281.200 | 1.371.270 |
| Baumwollenwaren            | 421.600 | 466.110 | 560.776 | 693.500   | 766.970   | 894.013   |
| Gold- und Silbergespinnste | 9.500   | 9.500   | 9.500   | 10.100    | 10.590    | 10.647    |
| Musikinstrumente           | 4.400   | 6.360   | 6.360   | 36.100    | 40.500    | 42.658    |
| Porzellan und Glas         | 36.800  | 48.230  | 48.230  | 210.100   | 272.670   | 317.033   |

Der Anteil der sächsischen Produkte betrugen etwa bei: Baumwollwaren 41,5 %, Leinwandprodukten 28,8 %, Wollprodukten 18,9 %, Porzellan 3,3 %, sonstigem 7,5 %. Das sächsische Übergewicht (bis 1831 insgesamt 18 % der Versendungen) mag dazu beigetragen haben, eine eigene sächsische Handelskompagnie zu gründen. 
Die Minderung von Schiffegeldern und Stapelrechten an der Elbe durch die Elbschiffahrtsakte vom 21. Juni 1821 trugen auch zu einer Steigerung der Exporte bei.

### Gründungsphase
Der erste Aufruf zur Gründung einer sächsischen Handelsgesellschaft wurde durch den Neustädter Kaufmann Johann Gotthelf Hoyer (* um 1770) am 29. Mai 1822 veröffentlicht. Er sprach damals von einer elbisch-westindischen Compagnie, die neue Märkte erobern sollte und in Dresden gegründet werden sollte. Kritik an diesem ersten Vorschlag gab es durchaus, da eine Gründung die Existenz der RWC gefährdete. Begegnet wurde dem mit einem Appell an den sächsischen Patriotismus, der nach der sächsischen Teilung 1815 weit verbreitet war und Teil des deutschen Partikularismus der Zeit war. Eine nicht-sächsische Compagnie, so begegneten Hoyer und die ihm in der Auseinandersetzung mit der königlichen Regierung beigesprungenen Kaufleute, könnte sächsische Interessen nicht angemessen vertreten. Insbesondere der sächsisch-preußische Dualismus und die Abneigung durch die Teilung Sachsens dürfte gemeint sein. 
Tatsächlich waren einige sächsische Unternehmer der RWC nicht beigetreten, da sie in Konkurrenz zu Elberfelder Unternehmern standen. Elberfeld war indes der Gründungsort der RWC. Die RWC hatte aber trotz dieser Bestrebungen in Sachsen einen guten Stand. So war Detlev Graf von Einsiedel Interessent. Er war der damalige sächsische Regierungschef. Auch ein Gutachten der Regierung widersprach der Bestrebung eine zweite Gesellschaft zu gründen. Gefürchtet wurden besonders weitere gegen Sachsen gerichtete Maßnahmen bei einer Konkurrenzgründung gegen die preußische RWC. Hoyer wurde aber erlaubt für seine Unternehmungen zu werben und so kam es dazu, dass er sich zwei Jahre später, am 8. Mai 1823, gemeinsam mit weiteren potentiellen Aktionären erneut an das Königshaus wendete. Er gab darin seine Zuversicht zum Ausdruck, die Regierung werde nach preußischem Vorbild auch Anteile zeichnen. Man gab seinem Unternehmen aber weiter wenig Aussicht auf Erfolg.
Am 21. August 1823 gründete sich „Sächsische Seehandels Compagnie“ v. a. durch Oberlausitzer Unternehmer. Nach der Leipziger Michaelismesse sollte sich erneut getroffen und bis dahin weitere Interessenten angeworben werden. Über die weitere Entwicklung wollte die Landesregierung durch den Amtshauptmann Christian Gottlob von Houwald unterrichtet werden, nicht aus Interesse für die Unternehmung, sondern aus Angst, dass dieselbe der Kontrolle des Staates entgleiten könnte, was im Deutschland nach den Karlsbader Beschlüssen nicht gewollt war. 1824 kam es auf der Ostermesse erneut zu Kontakten zwischen sächsischen Unternehmern und Amerikanischen Handelsmännern. Im Frühjahr dieses Jahres gründeten sich auch weitere deutsche Handelsgesellschaften wie die Schlesisch-Westindische Compagnie und die Süddeutsch-Westindische Compagnie. Das Gründungsfieber bleib allerdings weit hinter dem englischen der Zeit zurück, wo 1824/25 über 600 Aktienanstalten gegründet wurden. 
Am 30. Juni gründete sich schließlich die „See-Handlungs Compagnie“, in der sowohl einige Regionen, wie das Vogtland, aber auch die großen Handelsgesellschaften, unterrepräsentiert waren. Eine Stellungnahme der einflussreichen Handelsdeputierten und Kramermeister in Leipzig fiel anders als noch zwei Jahre zuvor ebenfalls positiv aus. Am 20. und 21. Dezember fand die erste Versammlung der jetzt umbenannten Elb-amerikanischen Compagnie statt.

### Handelsphase
Der Wert der gezeichneten Aktien stieg bis dahin auf 133.000 Taler. 1825 kam es zu ersten Versendungen im Wert von 425.000 Talern. Wollwaren verkauften sich am besten. Die Direktion der EAC siedelte 1825 auch von Dresden nach Leipzig über.
Bis zur nächsten Versammlung 1826 machte die Kompagnie einen Gesamterlös von 50.000 Talern. Einige Waren konnten aber einen Gewinn von 60 % erzielen. Mit Sorge wurde die Wirtschaftskrise der Zeit betrachtet. Unterstützung erhielt die EAC in dieser Zeit von Chemnitzer Unternehmern, die den sächsischen Staat dazu aufriefen, Aktien zu zeichnen und in Lateinamerika diplomatisch aktiv zu werden, um Zollvorteile zu erlangen. Der außenpolitisch übervorsichtig gewordene sächsische Staat reagierte aber weiterhin zurückhaltend auf derartige Vorschläge. Nur 5 Aktien wurden gekauft und Konsuln in Südamerika wurden erst 1828 eingesetzt. Erste Handelsverträge wurden erst 1832 unter dem liberalen Kabinett von Lindenau verabschiedet. Bernhard von Lindenau setzte sich auch bei der Verfassungsgesetzgebung von 1831 gegen den konservativen Vorschlag Hans Georg von Carlowitz’ durch. Die EAC überstand die Wirtschaftskrise. 1827 wurden 658 Aktien abgesetzt. Die Versendungen hatten einen Wert von 500.000 Talern, die verkauften Waren hingegen nur ca. 200.000 Taler. Diese und weitere Geschäftskennzahlen ließen das Vertrauen in die Geschäftsleitung leiden. Der Kurs der Aktie lag im August 1827 nur noch bei 60 %. Im Oktober wurde deshalb erneut die Regierung um Hilfe gebeten. Bestenfalls sollte der Staat alle noch nicht verkauften Aktien (663 von 1.000 waren verkauft) erwerben. Bevor eine Entscheidung gefällt wurde, forderte die Regierung einen Geschäftsbericht, aus dem hervorging, dass einzelne Produkte mit einem Gewinn von bis zu 25 % verkauft werden konnten. Versendungen im Wert von 828.257 Talern konnten realisiert werden. Am 5. März 1828 erklärte sich die Krone bereit 100 Aktien zu zeichnen.

### Niedergang der Gesellschaft
Zur tatsächlichen Übernahme der Gesellschaft kam es aber nicht mehr, da Anfang März das Gerücht aufkam, der vollziehende Direktor der EAC, Franz Lattermann, habe die Bücher geschönt. Am 29. April schied Lattermann aus der Geschäftsführung aus. Die Bücher wurden danach geprüft und es wurde festgestellt, dass die EAC in Wahrheit bis 1827 einen Verlust von 31,25 % erwirtschaftet hatte. Die Statuten der Gesellschaft sahen daher die Liquidation der Gesellschaft vor. Die Aktionäre stimmten dem am 12. Juni 1828 auf ihrer Versammlung zu. Zuletzt machte noch die RWC ein Übernahmeangebot, zu dem es aber auch nicht mehr kam, da die RWC genau wie die EAC unter den schwierigen Bedingungen in Südamerika betroffen war. Auch die sächsische Krone zog sich aus dem kurzen Intermezzo des Amerikahandels zurück und ordnete am 15. Juli 1829 den Verkauf der vier RWV-Aktien an.

### Bewertung
Bei weitem nicht für alle Unternehmen war die Zusammenarbeit mit der EAC gewinnbringend. Für manche, wie das Messingwerk Niederauerbach, war der Versuch der Überseegeschäfte in viele Länder sogar mit Defiziten verbunden. Der Versuch der Gründung einer sächsischen Handelsgesellschaft war insgesamt eine Fehlspekulation, die allerdings wichtige Erkenntnisse mit sich brachte, die bei den weitern Gründungen sächsischer Aktiengesellschaften (wie bei der Leipzig-Dresdener-Eisenbahn-Compagnie) halfen. Zudem waren einige später bedeutende Industrielle als Aktionäre an der EAC beteiligt. Die sächsische Industrie legte nach dem Ende der EAC wieder vermehrt Wert auf den Binnenmarkt, was auch die Gründung des Sächsischen Industrievereins begünstigte.

## Aktionäre
Aus verschiedenen Quellen sind 123 Aktionäre bekannt. Diese, ob Privatmann oder Unternehmen, seien im Folgenden samt Wirkungsort (so bekannt) alphabetisch aufgeführt.
| - J. G. Anke (Frankenberg) - C. G. Atenstedt (Oschatz) - G. F. Bach seel. Sohn (Buchholz) - Samuel Bacher (Teplitz/Böhmen) - Carl Friedrich Baehr (Dresden) - Heinrich Wilhelm Bassenge & Co. (Dresden) - C. G. Becker (Chemnitz ?) - Christian Friedrich Benedict (Annaberg) - F. A. Bergt sen. (Burgstädt) - Bierich & Co. (Schönbach) - Friedrich Bincke - Bodemer & Co. (Großenhain) - Friedrich Ludwig Boehler (Plauen) - Christian Boehme (Wehrsdorf) - Gottlob August Brauer (Leipzig) - Christian Gotthold Brückner (Pulsnitz) - Christian Gottlob Brückner (Mahlis) - Bucher & Lohrmann (Freiberg) - Bucher & Weissmann (Leipzig) - Butter - Heinrich Wilhelm Calberla (Dresden) - Dr. Caspari (Chemnitz) - A. Dilke (Ebersbach) - Dufour Gebr. & Co. (Leipzig) - P. C. T. Duncker (Chemnitz) - Eisenstuck & Co. (Annaberg) - Fabrikantenverein (Großröhrsdorf) - Facilides Gebr. & Haenel (Plauen) - Johann David Förster (Leipzig) - Johann Friedrich Franke (Plauen) - Frauenstein (Neustadt) - Friedrich August I., König von Sachsen (Dresden) - Dr. Samuel Gottlob Frisch (Dresden) - Carl Friedrich Fuchß - Gebhards Erben (Chemnitz) - G. A. Glöckner (Annaberg) - J. C. Gnauck (Bischofswerda) - Christian Friedrich Göhring (Leipzig) - Gotthelf Greiner Söhne (Limbach/Thüringen) - Christian Friedrich Haebler (Großschönau) - Johann Gottfried Haebler (Großschönau) - Gottfried Haensel (Obersohland) - Johann Gottlieb Haentschel (Sohland) | - Hammer & Schmidt (Leipzig) - Handelsstand (Chemnitz) - Johann Joseph Hantschel (Heida/Böhmen) - Harder, Peters Sohn & Co. (F. u. H. Hamburg) - Gottlieb Hecker & Söhne (Chemnitz) - Gottlieb Wilhelm Hecker (Chemnitz) - Chr. Hempels Witwe & Sohn (Pulsnitz) - Johann Gottfried Hennig (Löbau) - Hessens seel. Erben (Sebnitz) - Hieke, Rautenstrauch, Zinke & Co. (Heida/Böhmen) - August Horrer (Leipzig) - Johann Gotthelf Hoyer (Neustadt) - Johann Gottlieb Hoyer sen. (Limbach) - Anton Johann Hübner (Reichenberg/Böhmen) - Gottl. Benjamin Hübner (Chemnitz) - Johann Friedrich Hübner med. (Chemnitz) - Johann Friedrich Hübner sen. (Chemnitz) - Heinrich Hüttner (Leipzig) - Michael Kaskel (Dresden) - Johann Gotth. Keil (Steinigtwolmsdorf) - Siegmund August Klemm (Dresden) - Carl Gottlob Klepperbein (Dresden) - J. C. Kobler & Söhne (Chemnitz) - Christian Friedrich Kretschmann (Leipzig) - J. Kristof & Bader (Stokack) - Heinrich Küstner & Co. (Leipzig) - Laemel & Sohn (Prag) - E. W. Lampert (Hirschberg) - E. und G. Lattermann (Dresden) - Franz Lattermann (Leipzig) - G. A. Lehmann (Niedercunnersdorf) - Leineweberhandwerk (Frankenberg) - J. C. und T. Leuner (Neustadt) - J. Ch. Lücke (Leipzig) - Ehrenfried May (Neustadt) - Johann Friedrich May (Sebnitz) - Messingwerk (Niederauerbach) - Friedrich Wilhelm Mogk (Oschatz) - C. C. Müller - Benjamin und Gottl. Müller (Wehrsdorf) - Carl Gottlieb Peters (Neustadt) | - C. G. Peters (Sebnitz) - Friedrich Heinrich Petzold (Dresden) - Benjamin Gottl. Pflugbeil & Co. (Chemnitz) - Reinhard - Reichenbach & Co. (Leipzig) - Riedel & Co. (Antoniwald/Böhmen) - Gebr. Roitzsch (Neustadt) - Philipp Wilhelm Rousset (Leipzig) - F. A. Schaarschmidt (Leipzig) - Johann Gottfried Schiffner (Großschönau) - Michael Schmelzer (Werdau) - Michael Schmidt & Co. (Dresden) - Johann Georg Schoeder (Löbau) - Johann Volipert Schörmer (Pirna) - Carl August Schramm (Dresden) - Adolph Gottlob Schreiber (Leipzig) - Chr. Schubart & Hesse (Dresden) - Gebr. Schultze & Ploss (F. u. H. Hamburg) - Jos. Schulze & Sohn (Schaiba/Böhmen) - G. G. Schwarz & Co. (Bautzen) - Ernst August von Seckendorff (Reichenbach/V.) - Johann Christoph Stavenhagen (Dresden) - Friedrich Wilhelm Steinbrenner (New York) - J. J. Süssmann und Heinemann (?) (Magdeburg) - Carl Heinrich Ferdinand von Teubern (Dresden) - Jacob Heinrich Thieriot (Leipzig) - C. G. Tietzens Eidam (Bautzen) - Tuchhändlerinnung (Leipzig) - Ulbricht - Friedrich August Unger (Chemnitz) - Pastor Ungersche Erben (Chemnitz) - August Ludwig Voogt (Neustadt) - C. D. Waentig & Söhne (Großschönau) - Christian Waentig (Großschönau) - Johann David Waentig (Großschönau) - Gottlieb Weber (Spremberg) - Moritz Weickert (Leipzig) - Carl Ernst Werner (Hohnstein) - Winkler & Sohn (Rochlitz) - Matthäus Ludwig Wucherer (Halle) - J. C. Zische sen. (Schönbach) |

Auffällig ist die hohe Beteiligung der Städte Dresden und Leipzig sowie der Oberlausitz. Unterrepräsentiert war das Vogtland. Insbesondere viele oberlausitzer Weber waren vertreten. Mit 41 Fabrikanten waren diese in der Mehrzahl. 14 von ihnen waren Leinwandproduzenten. Der eigentliche Handel wurde von 35 Aktionären vertreten. Außerdem sind einige Beamte, Freiberufler und Institutionen vertreten. 

## Belege
1. 1 2 3 4  Jörg Ludwig: Sächsischer Handel und die Süd-Amerikanischen Freistaaten 1822–1828: Die «Elb-Amerikanische Compagnie». S. 201–227 (spk-berlin.de [PDF]).
2. 1 2  Michael Zeuske: Deutsche »Hinterländer« und Amerika. Die sächsischen Mitglieder der »Rheinisch-Westindischen Compagnie« 1820–1830. S. 164–200 (spk-berlin.de [PDF]).
3. 1 2 3 4  Jörg Ludwig: Der Handel Sachsens nach Spanien und Lateinamerika 1760 – 1830. Warenexport, Unternehmerinteressen und staatliche Politik. Dissertation an der Universität Leipzig 1993; Überarbeitet für die digitale Fassung im August 2014. Leipzig / Dresden 1993 / 2014
4. ↑  Jörg Ludwig: Der Handel Sachsens nach Spanien und Lateinamerika 1760 – 1830. Warenexport, Unternehmerinteressen und staatliche Politik. Dissertation an der Universität Leipzig 1993; Überarbeitet für die digitale Fassung im August 2014. Leipzig / Dresden 1993 / 2014. S. 181–184